# PEC in het seizoen 1964/65
Het seizoen 1964/1965 was het 54e jaar in het bestaan van de Zwolse voetbalclub PEC. De club kwam uit in de Tweede divisie A en eindigde daarin op de 15e plaats. Ook werd deelgenomen aan het toernooi om de KNVB beker, hierin werd de club in de eerste ronde uitgeschakeld door ADO (5–0).

## Wedstrijdstatistieken

### Tweede divisie A
| 1e speelronde                                           | FC Zaanstreek                                                                      | 6 – 0 (2 – 0) | PEC                                                                          |
| 23 augustus 1964 Plaats: Koog aan de Zaan Breestraat    | Cees Molenaar –' (pen.) Cees Groot Fred Jaski –', –', –' Henk van Vlierden         |               |                                                                              |
| 2e speelronde                                           | PEC                                                                                | 0 – 4 (0 – 1) | SC Cambuur                                                                   |
| 30 augustus 1964 Plaats: Zwolle De Vrolijkheid          |                                                                                    |               | 37' Gerard Lippold 71' John Wieringa 75' Arend van de Wel 80' Dirk Roelfsema |
| 3e speelronde                                           | AGOVV                                                                              | 5 – 2 (2 – 1) | PEC                                                                          |
| 6 september 1964 Plaats: Apeldoorn Berg & Bos           | Frans Stallen 5' Wim Bleijenberg 39' Wim Bleijenberg Tibor Lőrincz 60' Jan Brouwer |               | 15', 64' Leo Koopman                                                         |
| 4e speelronde                                           | PEC                                                                                | 3 – 4 (1 – 1) | Wageningen                                                                   |
| 13 september 1964 Plaats: Zwolle De Vrolijkheid         | Leo Koopman 26', 55' Rudie Westerhof 61'                                           |               | 7', 69' Epi Drost 50' Joop van Viegen 79' Henk Janssen                       |
| 5e speelronde                                           | Zwolsche Boys                                                                      | 1 – 3 (1 – 1) | PEC                                                                          |
| 20 september 1964 Plaats: Zwolle Gemeentelijk Sportpark | Jan de Vries 38'                                                                   |               | 35' Gerrit Voges 50' Jan van Rooijen 71' Leo Koopman                         |
| 6e speelronde                                           | PEC                                                                                | 1 – 5 (0 – 1) | De Graafschap                                                                |
| 27 september 1964 Plaats: Zwolle De Vrolijkheid         | Jos van de Haar 76'                                                                |               | 37' Joop Willems 52', 84' André Hulshorst 55' Theo Kaak 58' Jan Roes         |
| 7e speelronde                                           | EDO                                                                                | 1 – 1 (0 – 0) | PEC                                                                          |
| 11 oktober 1964 Plaats: Haarlem Noordersportpark        | Doby Peters                                                                        |               | 60' Joop Schuman                                                             |
| 8e speelronde                                           | PEC                                                                                | 0 – 0         | RCH                                                                          |
| 18 oktober 1964 Plaats: Zwolle De Vrolijkheid           |                                                                                    |               |                                                                              |
| 9e speelronde                                           | ZFC                                                                                | 1 – 0 (0 – 0) | PEC                                                                          |
| 1 november 1964 Plaats: Zaandam Westzanerdijk           | Wietze Couperus                                                                    |               |                                                                              |
| 10e speelronde                                          | PEC                                                                                | 1 – 0 (0 – 0) | Heerenveen                                                                   |
| 8 november 1964 Plaats: Zwolle De Vrolijkheid           | Leo Koopman 59'                                                                    |               |                                                                              |
| 11e speelronde                                          | Zwartemeer                                                                         | 5 – 0 (2 – 0) | PEC                                                                          |
| 15 november 1964 Plaats: Klazienaveen Mr. Ovingstraat   | Klaas Snip 30', 72' Freek Schutten 36' Tonny Roosken 50' Bennie Specken            |               |                                                                              |
| 12e speelronde                                          | PEC                                                                                | 2 – 2 (2 – 2) | Vitesse                                                                      |
| 22 november 1964 Plaats: Zwolle De Vrolijkheid          | Jan van Rooijen 33' Herman Sterken 43'                                             |               | 29' Chris de Vries 36' Henk Vleeming                                         |
| 13e speelronde                                          | PEC                                                                                | 2 – 2 (1 – 0) | Hilversum                                                                    |
| 29 november 1964 Plaats: Zwolle De Vrolijkheid          | Jan van Rooijen 26' Leo Koopman 54'                                                |               | 56' Hans van Eikeren 86' Leen Vermeulen                                      |
| 14e speelronde                                          | PEC                                                                                | 4 – 1 (0 – 0) | Tubantia                                                                     |
| 20 december 1964 Plaats: Zwolle De Vrolijkheid          | Jan van Rooijen 63' Herman Sterken 63', 67', 69'                                   |               | 86' (pen.) Frans Olde Riekerink                                              |
| 15e speelronde                                          | PEC                                                                                | 2 – 2 (0 – 1) | FC Zaanstreek                                                                |
| 3 januari 1965 Plaats: Zwolle De Vrolijkheid            | Leo Koopman 46' Joop Schuman 89'                                                   |               | 20' Dick Twisk 87' Ger Clement                                               |
| 16e speelronde                                          | SC Cambuur                                                                         | 3 – 1 (0 – 1) | PEC                                                                          |
| 10 januari 1965 Plaats: Leeuwarden Cambuurstadion       | Arend Van de Wel 57' Dirk Roelfsema 72' Jan van der Meer 82'                       |               | 42' Jan van Rooijen                                                          |
| 17e speelronde                                          | PEC                                                                                | 0 – 1 (0 – 0) | AGOVV                                                                        |
| 17 januari 1965 Plaats: Zwolle De Vrolijkheid           |                                                                                    |               | 51' Tibor Lőrincz                                                            |
| 18e speelronde                                          | Wageningen                                                                         | 1 – 2 (1 – 2) | PEC                                                                          |
| 24 januari 1965 Plaats: Wageningen Wageningse Berg      | Joop van Viegen                                                                    |               | 72' (pen.) Gerrit Voges Jan van Rooijen                                      |
| 19e speelronde                                          | Haarlem                                                                            | 3 – 0 (1 – 0) | PEC                                                                          |
| 31 januari 1965 Plaats: Haarlem Jan Gijzenkade          | Joep Steur 12', 75' Nico Duyster 87' (pen.)                                        |               |                                                                              |
| 20e speelronde                                          | PEC                                                                                | 1 – 1 (0 – 0) | Zwolsche Boys                                                                |
| 7 februari 1965 Plaats: Zwolle De Vrolijkheid           | Joop Schuman 75'                                                                   |               | 70' Karel van der Woude                                                      |
| 21e speelronde                                          | De Graafschap                                                                      | 4 – 3 (2 – 1) | PEC                                                                          |
| 14 februari 1965 Plaats: Doetinchem De Vijverberg       | Chris Hartjes Joop Hartjes –', –' Jan Roes                                         |               | –', –', –' Herman Brandt                                                     |
| 22e speelronde                                          | PEC                                                                                | 2 – 0 (1 – 0) | EDO                                                                          |
| 21 februari 1965 Plaats: Zwolle De Vrolijkheid          | Herman Brandt 39', 64'                                                             |               |                                                                              |
| 23e speelronde                                          | RCH                                                                                | 2 – 1 (1 – 0) | PEC                                                                          |
| 7 maart 1965 Plaats: Heemstede Sportparklaan            | Ulrich Maslo 15', 89'                                                              |               | Ben Hendriks                                                                 |
| 24e speelronde                                          | PEC                                                                                | 1 – 0 (1 – 0) | ZFC                                                                          |
| 21 maart 1965 Plaats: Zwolle De Vrolijkheid             | Gerrit Voges 32'                                                                   |               |                                                                              |
| 25e speelronde                                          | Heerenveen                                                                         | 1 – 2 (1 – 1) | PEC                                                                          |
| 28 maart 1965 Plaats: Heerenveen Gemeentelijk Sportpark | Henk Boerema 9'                                                                    |               | 20' Gerrit Voges 65' Leo Koopman                                             |
| 26e speelronde                                          | PEC                                                                                | 0 – 2 (0 – 0) | Zwartemeer                                                                   |
| 4 april 1965 Plaats: Zwolle De Vrolijkheid              |                                                                                    |               | –' (pen.) Freek Schutten Klaas Snip                                          |
| 27e speelronde                                          | Vitesse                                                                            | 4 – 3 (3 – 0) | PEC                                                                          |
| 11 april 1965 Plaats: Zwolle Nieuw-Monnikenhuize        | Gerrit van de Weerthof Jan Veenstra Henk Vleeming Chris de Vries                   |               | –' (pen.), –' Leo Koopman Theo Kok                                           |
| 28e speelronde                                          | Hilversum                                                                          | 2 – 0 (2 – 0) | PEC                                                                          |
| 19 april 1965 Plaats: Hilversum Gemeentelijk Sportpark  | Herman Rootert Peter Wiskie                                                        |               |                                                                              |
| 29e speelronde                                          | PEC                                                                                | 2 – 3 (0 – 0) | Haarlem                                                                      |
| 25 april 1965 Plaats: Zwolle De Vrolijkheid             | Ben Hendriks 50' Herman Sterken 71'                                                |               | –', 83' Arie de Oude 60' Lout Vreeken                                        |
| 30e speelronde                                          | Tubantia                                                                           | 3 – 0 (0 – 0) | PEC                                                                          |
| 2 mei 1965 Plaats: Hengelo Veldwijk                     | Jan Rompelman –', –' Jan Welles 75'                                                |               |                                                                              |

### KNVB beker
| 1e ronde                                          | ADO                                                                   | 5 – 0 (3 – 0) | PEC |
| 4 oktober 1964 Plaats: Den Haag Zuiderparkstadion | Peter Hoet 16', –' Dick van Ekeren –' (e.d.) Harry Heijnen Kees Aarts |               |     |

## Selectie en technische staf

### Selectie 1964/65
| Nr.           | Nat.               | Naam             | Competitie | Competitie | Beker      | Beker      | Totaal     | Totaal     | Seizoen    | Vorige club         | Debuut     |            |            |            |
| Nr.           | Nat.               | Naam             | W          |            | W          |            | W          |            | Seizoen    | Vorige club         | Debuut     |            |            |            |
| Doelmannen    | Doelmannen         | Doelmannen       | Doelmannen | Doelmannen | Doelmannen | Doelmannen | Doelmannen | Doelmannen | Doelmannen | Doelmannen          | Doelmannen | Doelmannen | Doelmannen | Doelmannen |
| ------------- | ------------------ | ---------------- | ---------- | ---------- | ---------- | ---------- | ---------- | ---------- | ---------- | ------------------- | ---------- | ---------- | ---------- | ---------- |
| -             | Vlag van Nederland | Wil Conrad       | –          | 0          | 1          | 0          | –          | 0          | 1e         | Blauw-Wit           | –          |            |            |            |
| -             | Vlag van Nederland | Henk Nijland     | –          | 0          | 0          | 0          | –          | 0          | 3e         | ZAC                 | –          |            |            |            |
| Verdedigers   |                    |                  |            |            |            |            |            |            |            |                     |            |            |            |            |
| -             | Vlag van Nederland | John Abma        | –          | 0          | –          | 0          | –          | 0          | –          | Onbekend            | –          |            |            |            |
| -             | Vlag van Nederland | Henk Bos         | –          | 0          | –          | 0          | –          | 0          | –          | Jeugd               | –          |            |            |            |
| -             | Vlag van Nederland | Adri Jansen      | –          | 0          | –          | 0          | –          | 0          | 4e         | Jeugd               | –          |            |            |            |
| -             | Vlag van Nederland | Jan Koops        | –          | 0          | 1          | 0          | –          | 0          | –          | Onbekend            | –          |            |            |            |
| -             | Vlag van Nederland | Goudbeek         | –          | 0          | –          | 0          | –          | 0          | –          | Onbekend            | –          |            |            |            |
| Middenvelders |                    |                  |            |            |            |            |            |            |            |                     |            |            |            |            |
| -             | Vlag van Nederland | Herman Brandt    | –          | 5          | –          | 0          | –          | 5          | –          | Onbekend            | –          |            |            |            |
| -             | Vlag van Nederland | Jos van der Haar | –          | 1          | –          | 0          | –          | 1          | –          | SC Genemuiden (ama) | –          |            |            |            |
| -             | Vlag van Nederland | Joop Knol        | –          | 0          | –          | 0          | –          | 0          | –          | Onbekend            | –          |            |            |            |
| -             | Vlag van Nederland | Jan van Rooijen  | –          | 6          | –          | 0          | –          | 6          | 3e         | De Noormannen (ama) | –          |            |            |            |
| -             | Vlag van Nederland | Bas Paauwe jr.   | –          | 0          | –          | 0          | –          | 0          | 1e         | Be Quick 1887       | –          |            |            |            |
| -             | Vlag van Nederland | Herman Sterken   | –          | 5          | –          | 0          | –          | 5          | –          | Onbekend            | –          |            |            |            |
| -             | Vlag van Nederland | Wannie Sterken   | –          | 0          | –          | 0          | –          | 0          | 4e         | Jeugd               | –          |            |            |            |
| -             | Vlag van Nederland | Gerrit Voges     | –          | 4          | 1          | 0          | –          | 4          | 13e        | Willem II           | –          |            |            |            |
| -             | Vlag van Nederland | Rudie Westerhof  | –          | 1          | –          | 0          | –          | 1          | –          | Onbekend            | –          |            |            |            |
| Aanvallers    |                    |                  |            |            |            |            |            |            |            |                     |            |            |            |            |
| -             | Vlag van Nederland | Bennie Bartelink | –          | 0          | –          | 0          | –          | 0          | 1e         | Heracles            | –          |            |            |            |
| -             | Vlag van Nederland | Dick van Ekeren  | –          | 0          | 1          | 0          | –          | 0          | 5e         | AGOVV               | –          |            |            |            |
| -             | Vlag van Nederland | Ben Hendriks     | –          | 2          | –          | 0          | –          | 2          | 1e         | Zwolsche Boys       | –          |            |            |            |
| -             | Vlag van Nederland | Theo Kok         | –          | 1          | –          | 0          | –          | 1          | –          | Onbekend            | –          |            |            |            |
| -             | Vlag van Nederland | Leo Koopman      | –          | 11         | –          | 0          | –          | 11         | 10e        | Rohda Raalte (ama)  | –          |            |            |            |
| -             | Vlag van Nederland | Joop Schuman     | –          | 3          | –          | 0          | –          | 3          | 8e         | Heracles            | –          |            |            |            |
| Nr.           | Nat.               | Naam             | W          |            | W          |            | W          |            | Seizoen    | Vorige club         | Debuut     |            |            |            |
| Nr.           | Nat.               | Naam             | Competitie | Competitie | Beker      | Beker      | Totaal     | Totaal     | Seizoen    | Vorige club         | Debuut     |            |            |            |

### Technische staf
| Naam      | Functie      |
| --------- | ------------ |
| Cor Sluyk | Hoofdtrainer |

## Statistieken PEC 1964/1965

### Eindstand PEC in de Nederlandse Tweede divisie A 1964 / 1965
| Stand | Gespeeld | Gewonnen | Gelijk | Verloren | Punten | Doelpunten voor | Doelpunten tegen |
| ----- | -------- | -------- | ------ | -------- | ------ | --------------- | ---------------- |
| 15e   | 30       | 7        | 6      | 17       | 20     | 39              | 69               |

### Topscorers
| #      | Naam             | Goal |
| ------ | ---------------- | ---- |
| 1.     | Leo Koopman      | 11   |
| 2.     | Jan van Rooijen  | 6    |
| 3.     | Herman Brandt    | 5    |
| 3.     | Herman Sterken   | 5    |
| 5.     | Gerrit Voges     | 4    |
| 6.     | Joop Schuman     | 3    |
| 7.     | Ben Hendriks     | 2    |
| 8.     | Jos van der Haar | 1    |
| 8.     | Theo Kok         | 1    |
| 8.     | Rudie Westerhof  | 1    |
| Totaal | Totaal           | 39   |

| #      | Naam        | Goal |
| ------ | ----------- | ---- |
| –      | Geen speler | 0    |
| Totaal | Totaal      | 0    |

### Punten per speelronde
| Speelronde | 1 | 2 | 3 | 4 | 5 | 6 | 7 | 8 | 9 | 10 | 11 | 12 | 13 | 14 | 15 | 16 | 17 | 18 | 19 | 20 | 21 | 22 | 23 | 24 | 25 | 26 | 27 | 28 | 29 | 30 |
| ---------- | - | - | - | - | - | - | - | - | - | -- | -- | -- | -- | -- | -- | -- | -- | -- | -- | -- | -- | -- | -- | -- | -- | -- | -- | -- | -- | -- |
| Punten     | 0 | 0 | 0 | 0 | 2 | 0 | 1 | 1 | 0 | 2  | 0  | 1  | 1  | 2  | 1  | 0  | 0  | 2  | 0  | 1  | 0  | 2  | 0  | 2  | 2  | 0  | 0  | 0  | 0  | 0  |

### Punten na speelronde
| Speelronde | 1 | 2 | 3 | 4 | 5 | 6 | 7 | 8 | 9 | 10 | 11 | 12 | 13 | 14 | 15 | 16 | 17 | 18 | 19 | 20 | 21 | 22 | 23 | 24 | 25 | 26 | 27 | 28 | 29 | 30 |
| ---------- | - | - | - | - | - | - | - | - | - | -- | -- | -- | -- | -- | -- | -- | -- | -- | -- | -- | -- | -- | -- | -- | -- | -- | -- | -- | -- | -- |
| Punten     | 0 | 0 | 0 | 0 | 2 | 2 | 3 | 4 | 4 | 6  | 6  | 7  | 8  | 10 | 11 | 11 | 11 | 13 | 13 | 14 | 14 | 16 | 16 | 18 | 20 | 20 | 20 | 20 | 20 | 20 |

### Stand na speelronde
| Speelronde | 1   | 2   | 3   | 4   | 5   | 6   | 7   | 8   | 9   | 10  | 11  | 12  | 13  | 14  | 15  | 16  | 17  | 18  | 19  | 20  | 21  | 22  | 23  | 24  | 25  | 26  | 27  | 28  | 29  | 30  |
| ---------- | --- | --- | --- | --- | --- | --- | --- | --- | --- | --- | --- | --- | --- | --- | --- | --- | --- | --- | --- | --- | --- | --- | --- | --- | --- | --- | --- | --- | --- | --- |
| Stand      | 15e | 16e | 16e | 16e | 14e | 15e | 15e | 15e | 15e | 14e | 14e | 14e | 14e | 14e | 14e | 14e | 14e | 14e | 14e | 14e | 14e | 14e | 15e | 14e | 13e | 13e | 14e | 15e | 15e | 15e |

### Doelpunten per speelronde
| Speelronde | 1 | 2 | 3 | 4 | 5 | 6 | 7 | 8 | 9 | 10 | 11 | 12 | 13 | 14 | 15 | 16 | 17 | 18 | 19 | 20 | 21 | 22 | 23 | 24 | 25 | 26 | 27 | 28 | 29 | 30 | Totaal |
| ---------- | - | - | - | - | - | - | - | - | - | -- | -- | -- | -- | -- | -- | -- | -- | -- | -- | -- | -- | -- | -- | -- | -- | -- | -- | -- | -- | -- | ------ |
| Doelpunten | 0 | 0 | 2 | 3 | 3 | 1 | 1 | 0 | 0 | 1  | 0  | 2  | 2  | 4  | 2  | 1  | 0  | 2  | 0  | 1  | 3  | 2  | 2  | 1  | 2  | 0  | 3  | 0  | 2  | 0  | 39     |